# Camponotus devestitus
Camponotus devestitus är en myrart som beskrevs av Wheeler 1928. Camponotus devestitus ingår i släktet hästmyror, och familjen myror. Inga underarter finns listade.